# Ланцетолистна лаваница
Ланцетолистната лаваница (Alisma lanceolatum) е вид растение от семейство Лаваницови (Alismataceae). Видът е незастрашен от изчезване.

## Разпространение
Разпространен е в Афганистан, Албания, Армения, Австрия, Азербайджан, Беларус, Белгия, Босна и Херцеговина, България, Хърватска, Кипър, Чехия, Дания, Естония, Финландия, Франция, Германия, Гърция, Гренландия, Гърнзи, Унгария, Иран, Ирак, Ирландия, Ман, Израел, Италия, Джърси, Казахстан, Латвия, Лихтенщайн, Литва, Люксембург, Северна Македония, Малта, Молдова, Черна гора, Холандия, Пакистан, Полша, Португалия, Румъния, Русия, Сърбия, Словакия, Словения, Испания, Швеция, Швейцария, Турция, Украйна и Великобритания.